# Xian de Yongdeng
Le xian de Yongdeng (永登县 ; pinyin : Yǒngdēng Xiàn) est un district administratif de la province du Gansu en Chine. Il est placé sous la juridiction de la ville-préfecture de Lanzhou.

## Démographie
La population du district était de 501 587 habitants en 1999.